# August von Goethe
Julius August Walther von Goethe (Weimar, 25 de diciembre de 1789 - Roma, 27 de octubre de 1830) era el hijo de Johann Wolfgang von Goethe. Perteneció a la corte del Gran Duque Carlos Augusto de Sajonia-Weimar-Eisenach.

## Vida
August von Goethe fue el único de los cinco hijos de Christiane y Johann Wolfgang von Goethe que alcanzó la edad adulta. En 1808/09 estudió Derecho durante tres semestres en la Universidad de Heidelberg. Se unió al Corps Guestphalia (I) . Siguieron tres semestres más en la Universidad de Jena. 
A los 27 años, se casó el 17 de junio de 1817 en Weimar con Ottilie von Pogwisch (1796–1872). El matrimonio pronto resultó problemático. La pareja tuvo tres hijos, Walther (1818-1885), Wolfgang Maximilian (1820-1883) y Alma (1827-1844).
August von Goethe fue un destacado asesor de cámara en la corte de Weimar desde 1810, fue empleado permanentemente en el servicio estatal y judicial en 1811, se convirtió en junker de la corte en 1813, chambelán y consejero en 1815 y chambelán secreto en 1823. En 1825, el Ayuntamiento de Weimar le otorgó, junto con sus dos hijos y todos sus descendientes varones, la ciudadanía de la ciudad residencial de Weimar a perpetuidad.
Cuando la madre murió en 1816, August von Goethe la reemplazó ante el padre, entre otras cosas en su calidad de corresponsal. Apenas oprimido por una falta de genio propio, estaba por un lado paralizado por el poder superior de su padre, pero por otro era también excesivamente disoluto. Como a sus padres, probablemente le gustaba demasiado el alcohol. August siguió siendo de facto subordinado de su padre y cumplió, entre otras cosas, su deseo de llevar libros familiares y diarios de viaje sin tener interés real en ello. 
Apoyó a su padre con conocimiento y, sobre todo, interesado en las ciencias naturales en la "supervisión de las instituciones inmediatas para el arte y la ciencia" pero evitó jugar su papel de hijo del importante poeta.
El escritor Karl von Holtei era uno de los amigos de Goethe hijo.

## Viaje a Italia y muerte

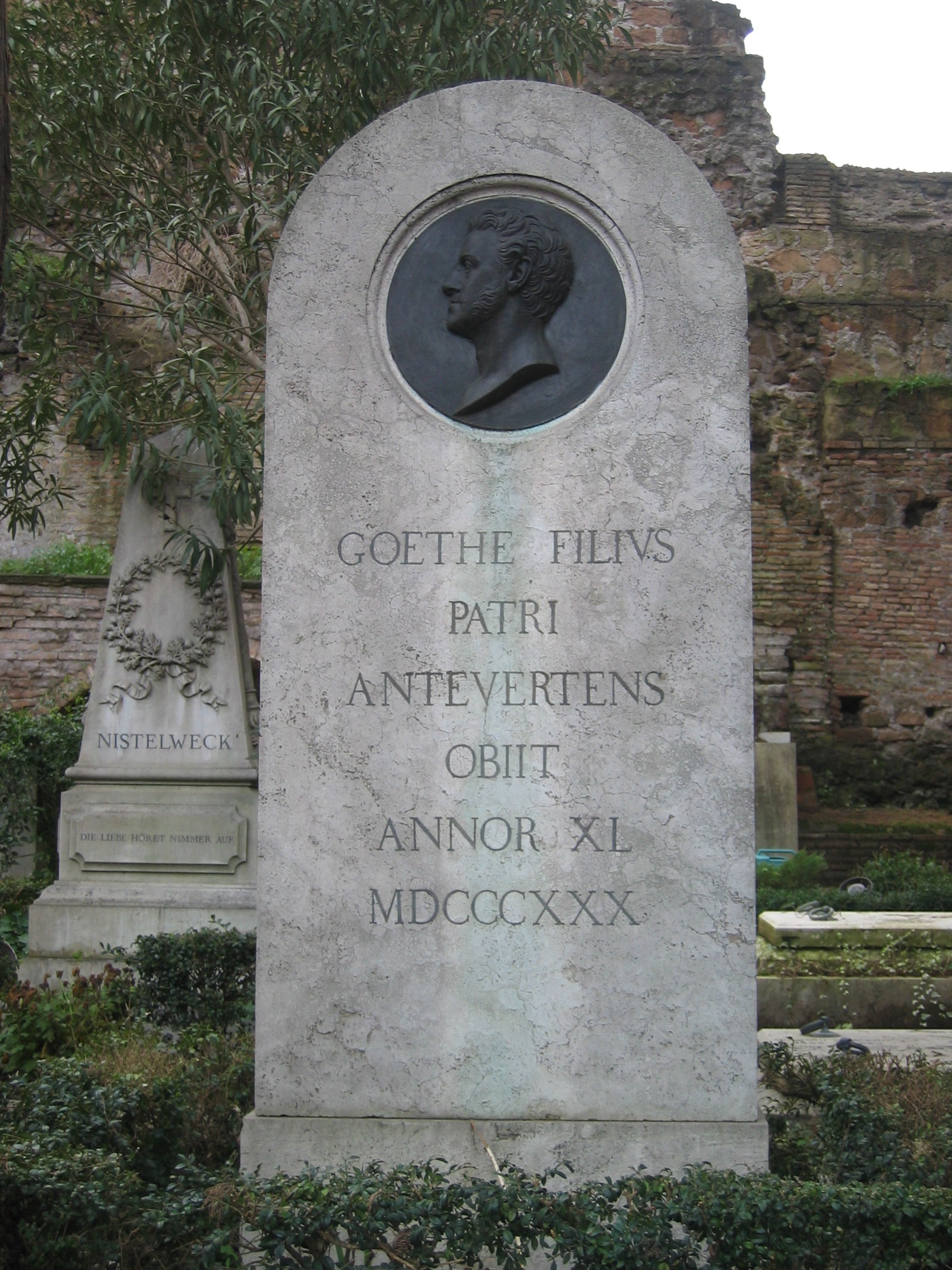
Tumba de August von Goethe.

Goethe fue a Italia a finales de abril de 1830 con el confidente de su padre, Johann Peter Eckermann, para alejarse de casa y calmarse. El viaje inicialmente los condujo a través de Fráncfort del Meno, Basilea, Lausana y Milán a Venecia y a través de Mantua, Cremona y Lodi de regreso a Milán. Después de que Eckermann cayera enfermo y se separara de él para regresar a casa el 25 de agosto, August viajó vía La Spezia, donde sufrió un accidente al caer de un carruaje y luego se enfermó él mismo, continuando a Florencia y vía Livorno y Nápoles a Roma. Allí murió la noche del 26 al 27 de octubre de viruela. La autopsia reveló una hemorragia intracraneal.
Los artistas alemanes lo enterraron en el cementerio protestante cerca de la pirámide de Cestio. En Roma, August también había entrado en contacto con August Kestner, el hijo de la joven a quien el padre de Goethe adoraba como 'Lotte' en la novela Las penas del joven Werther y que trabajaba en los servicios diplomáticos como Consejero de la Legación Hannoveriana de la Santa Sede. Sobre todo, se ocupó del funeral de August y de la notificación del deceso al padre. Más tarde fue enterrado él mismo en este cementerio.
La lápida tiene un medallón con el busto de perfil del finado realizado por Thorwaldsen y la inscripción escrita por su padre Goethe, que oculta el nombre:

GOETHE FILIVS / PATRI / ANTEVERTENS / OBIIT / ANNOR[VM] XL / MDCCCXXX

O sea: 

GOETHE HIJO MURIÓ ANTES QUE SU PADRE A LOS 40 AÑOS EN 1830